# Straatdeuntje
Straatdeuntje is een nummer van Bobbejaan Schoepen. Het was tevens het nummer waarmee hij België vertegenwoordigde op het Eurovisiesongfestival 1957 in de West-Duitse stad Frankfurt am Main. Daar werd hij uiteindelijk gedeeld achtste, met vijf punten. Het was de eerste Nederlandstalige inzending ooit op het Eurovisiesongfestival voor België. Het jaar voordien waren beide Belgische inzendingen Franstalig.

## Resultaat
| Plaats | Land                | Artiest            | Lied                 | Punten |
| ------ | ------------------- | ------------------ | -------------------- | ------ |
| 7      | Verenigd Koninkrijk | Patricia Bredin    | All                  | 6      |
| 8      | België              | Bobbejaan Schoepen | Straatdeuntje        | 5      |
| 8      | Zwitserland         | Lys Assia          | L'enfant que j'étais | 5      |
| 10     | Oostenrijk          | Bob Martin         | Wohin, kleines Pony? | 3      |